# 베일리땃쥐
베일리땃쥐(Crocidura baileyi)는 땃쥐과에 속하는 포유류의 일종이다. 학명은 미국의 박물학자 겸 미술관 디렉터인 알프레드 마샬 베일리(Alfred Marshall Bailey)의 이름을 따서 지었다.

## 분포 및 서식지
에티오피아의 토착종이다. 자연서식지는 아열대 또는 열대 기후 지역의 고지대 초원이다. 서식지 감소로 멸종 위협을 받고 있다.